# イスケンデルン湾
イスケンデルン湾（トルコ語: İskenderun Körfezi、英語: Gulf of Alexandretta、アレクサンドレッタ湾）は、トルコ中央部南部に位置する湾である。湾の幅は70km、奥行きは150km。北東から南西に向かってU字形に開き、地中海の最北東端に面する。このため、トルコ国内でも大波で有名な湾である。

## 地理
イスケンデルン湾の周囲の地形は変化に富んでいる。西に向かっては湾を越えて100km先に位置するイチェルに至るまで平地が広がっており、大規模な灌漑設備が整っている。綿花の栽培が盛ん。湾の東部にはレバノン山脈につらなる小山脈が走っている。湾東部10kmのところにそびえるボズタク山 (2240m) が際立つ。このような地形であるため湾東部は平地が少ないものの、灌漑設備は整っている。最も険しくなった部分にイスケンデルの町が広がる。湾に注ぐ長さ10km以上の河川は存在しない。湾西部はアダナ県、東部はハタイ県に所属する。
イスケンデルン港はトルコ国内で最も重要な10の港の1つ。約1000km東、ディヤルバクル近郊に位置する銅、クロム鉱山から輸送されてきた鉱石の積出港であり、イラク北部モースルの油田からパイプラインが伸びているため、原油積出港でもある。地中海の重金属汚染は港湾部に集中しているが、イスケンデルン湾は最も汚染がひどい10地点の一つともなっている。

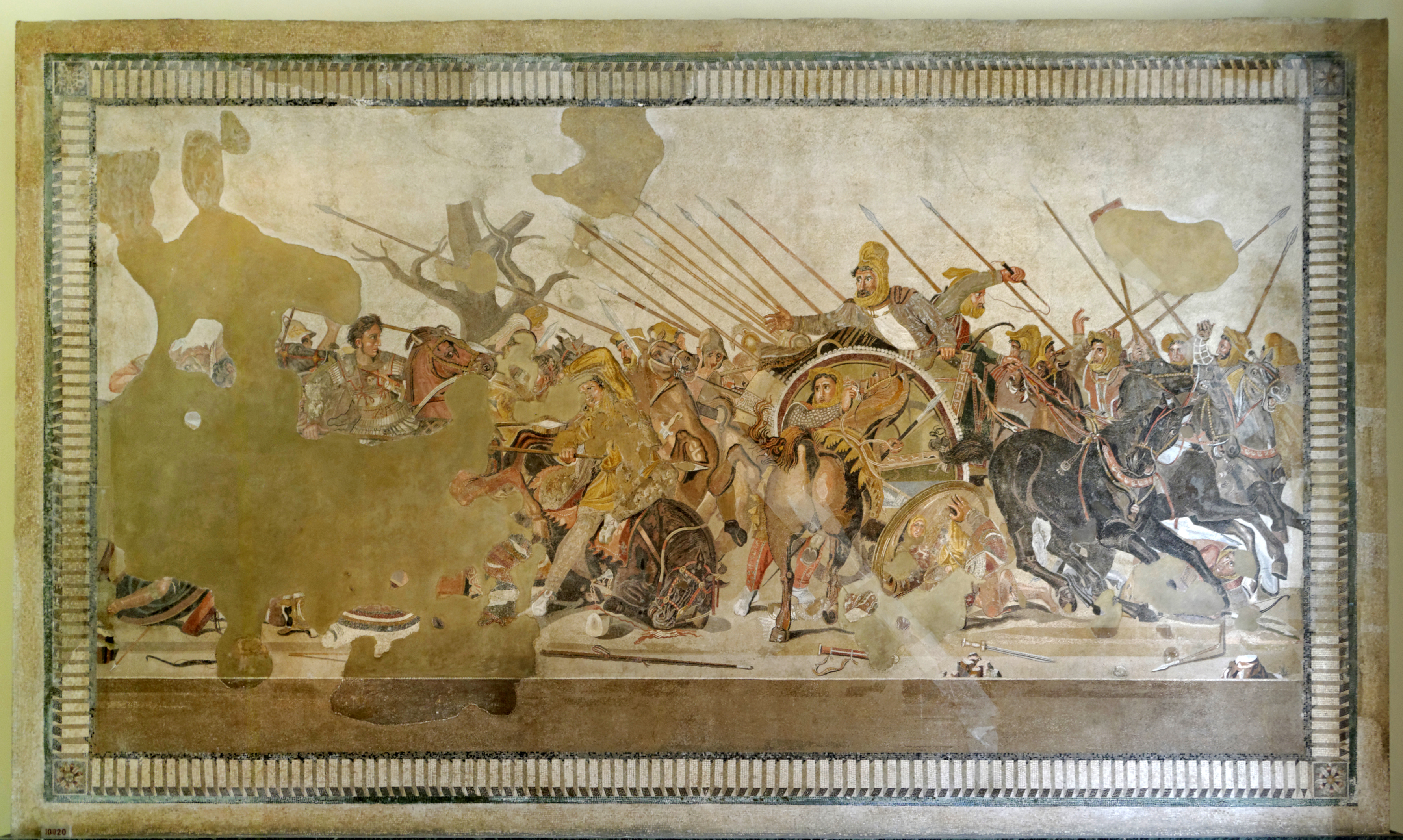
イッソスの戦い アレクサンダー大王の軍勢とペルシャ軍10万が戦った。

## 歴史
アレクサンダー大王は遠征時に現在のアンカラから南東に軍を進めている。紀元前333年には、イスケンデルン湾最奥部に位置するイッソスで、3万のマケドニア・ギリシア連合軍がダリウス3世率いる10万のペルシャ軍と戦う（イッソスの戦い）。海岸に山が迫っているため、3km弱の幅しかない隘路になっていた。このときペルシャ軍を破った大王はエジプトに向かって南に進んでいる。
アレクサンダー大王の死後、イスケンデルン湾周辺に大王の後継者の一人であるセレウコス1世がセレウコス朝シリアを築く。現在のイスケンデルンの南50kmに首都アンティオキア（現在はトルコ領アンタキヤ）を定め、後に人口数十万を数える東地中海随一の大都会となった。しかしながら、イスケンデルン湾は海上、陸上交通には適していなかったため、古代の通商路は、アンティオキアから東のサマンダグ近郊を通り、そのまま地中海に抜けていた。
8世紀前半にイスラム帝国アッバース朝の版図が最も広がると、イスケンデルン湾は帝国の地中海北東部の辺境となった。同時期、アフリカ大陸北岸とイベリア半島もイスラム帝国の版図となっている。